# István Szabó (piragüista)
István Szabó (Budapest, 15 de junio de 1950) es un deportista húngaro que compitió en piragüismo en la modalidad de aguas tranquilas.
Participó en tres Juegos Olímpicos de Verano entre los años 1972 y 1980, obteniendo dos medallas, bronce en Montreal 1976 y plata en Moscú 1980. Ganó dieciséis medallas en el Campeonato Mundial de Piragüismo entre los años 1970 y 1985.

## Palmarés internacional
| Juegos Olímpicos   | Juegos Olímpicos          | Juegos Olímpicos  | Juegos Olímpicos |
| Año                | Lugar                     | Medalla           | Competición      |
| ------------------ | ------------------------- | ----------------- | ---------------- |
| 1976               | Montreal (Canadá)         | Medalla de bronce | K2 1000 m        |
| 1980               | Moscú (URSS)              | Medalla de plata  | K2 1000 m        |
| Campeonato Mundial |                           |                   |                  |
| Año                | Lugar                     | Medalla           | Competición      |
| 1970               | Copenhague (Dinamarca)    | Medalla de bronce | K4 1000 m        |
| 1971               | Belgrado (Yugoslavia)     | Medalla de oro    | K1 4 × 500 m     |
| 1971               | Belgrado (Yugoslavia)     | Medalla de bronce | K4 1000 m        |
| 1973               | Tampere (Finlandia)       | Medalla de plata  | K1 4 × 500 m     |
| 1974               | Ciudad de México (México) | Medalla de oro    | K2 1000 m        |
| 1974               | Ciudad de México (México) | Medalla de plata  | K4 10 000 m      |
| 1975               | Belgrado (Yugoslavia)     | Medalla de oro    | K2 10 000 m      |
| 1977               | Sofía (Bulgaria)          | Medalla de oro    | K2 1000 m        |
| 1977               | Sofía (Bulgaria)          | Medalla de plata  | K2 10 000 m      |
| 1978               | Belgrado (Yugoslavia)     | Medalla de bronce | K2 1000 m        |
| 1978               | Belgrado (Yugoslavia)     | Medalla de oro    | K2 10 000 m      |
| 1979               | Duisburgo (RFA)           | Medalla de plata  | K2 1000 m        |
| 1981               | Nottingham (Reino Unido)  | Medalla de plata  | K2 10 000 m      |
| 1982               | Belgrado (Yugoslavia)     | Medalla de bronce | K2 10 000 m      |
| 1983               | Tampere (Finlandia)       | Medalla de plata  | K2 10 000 m      |
| 1985               | Malinas (Bélgica)         | Medalla de plata  | K2 10 000 m      |